# Neivamyrmex digitistipus
Neivamyrmex digitistipus é uma espécie de formiga do gênero Neivamyrmex.